# Lăka, Burgas
Lăka (în bulgară Лъка) este un sat în comuna Pomorie, regiunea Burgas,  Bulgaria. 

## Demografie
Componența etnică a satului Lăka
     Bulgari (94,58%)
     Nicio identificare (0,98%)
     Altele (4,43%)
La recensământul din 2011, populația satului Lăka era de 203 locuitori. Din punct de vedere etnic, majoritatea locuitorilor (94,58%) erau bulgari. Pentru 0,98% din locuitori nu este cunoscută apartenența etnică.